# روري كروس
روري كروس (بالإنجليزية: Rory Cross)‏ هو سياسي أمريكي، ولد في 23 مايو 1936 في دوغلاس في الولايات المتحدة. حزبياً، نشط في الحزب الجمهوري. وقد انتخب عضو مجلس نواب وايومنغ.